# Euchalcia chalcophanes
Euchalcia chalcophanes är en fjärilsart som beskrevs av Claude Dufay 1963. Euchalcia chalcophanes ingår i släktet Euchalcia och familjen nattflyn. Inga underarter finns listade i Catalogue of Life.